# Saint-Amour (pel·lícula)
Saint-Amour és una pel·lícula franco-belga de comèdia dirigida per Benoît Delépine i Gustave Kervern.

## Argument
Com cada any, Bruno, un pagès una mica centrat en la beguda, i el seu pare Jean, ramader, participen a la Mostra Agrícola. Tot i que en Jean li agradaria que Bruno es fes càrrec del negoci familiar, només pensa en ofegar el seu malestar en l'alcohol a través d'una ruta del vi improvisada a la sala d'estar. Desitjant retrobar-se amb Bruno després de la recent mort de la seva dona, Jean ofereix aleshores al seu fill que fes aquesta ruta del vi. Acompanyats per un misteriós taxista anomenat Mike, els dos homes marxen una setmana per les carreteres de França...

## Repartiment
- Gérard Depardieu com Jean[2]
- Benoît Poelvoorde com Bruno[3]
- Céline Sallette com Venus.
- Vincent Lacoste com Mike.
- Chiara Mastroianni
- Ana Girardot
- Andréa Ferréol
- Michel Houellebecq
- Izïa Higelin
- Gustave Kervern
- Ovidie com l'Agent immobiliari.
- Solène Rigot
- Xavier Mathieu
- Yvonne Gradelet

## Rodatge
Per a la pel·lícula, els directors Gustave Kervern i Benoît Delépine van instal·lar les seves càmeres en unes precioses vinyes franceses situades al Llenguadoc, Bordeus, Beaujolais, País del Loira i la regió Roine-Alps.
Part de la pel·lícula també es va rodar al Salon de l'agriculture. Per tant, Gérard Depardieu i Benoît Poelvoorde van haver de comparèixer a darrera hora perquè van ser ràpidament reconeguts i la gent s'hi va acostar inevitablement.
Durant el rodatge, Benoît Poelvoorde no va dubtar a beure vi autèntic per a certes seqüències importants, especialment durant les escenes rodades durant el Saló Agrícola, com relata Benoît Delépine: "Hauríeu de saber que aquesta escena, com la de les "deu etapes de l'alcohol", Benoît la va interpretar molt Actors Studio. De totes maneres, no era suc de raïm el que estava bevent. I veiem a la imatge que Gustave Kervern li xiuxiueja els seus diàlegs tant que té por que no ho aconsegueixi.".